# 덕수 이씨 의정공파 묘역
덕수 이씨 의정 공파 묘역은 대한민국 경기도 성남시 수정구 고등동에 있다. 2012년 12월 21일 성남시의 향토문화재 제10호로 지정되었다.

## 개요
묘역은 중종반정의 정국공신인 해풍군(海豊君) 이함(李?)의 증손자 의정공 이경민의 할머니 진주 정씨, 아버지 이통, 형 이경안, 계배 성주 이씨, 아들 이래까지 4대로 이어지는 묘소가 자리하고 있다. 이통(李通) 묘표(墓表)는 이경민이 쓴 것으로 조맹부체를 수용한 점이 특징이다. 이경민 묘 좌측의 묘표 비대(碑臺)는 3가지 문양이 함께 새겨진 희소성 있는 석물로서 이례적으로 귀부(龜趺)가 설치되었으며, 백색 대리석 비신(碑身) 및 일원문 비두 등을 갖춘 매우 우수한 조각에 해당한다. 이통의 일월문 묘표와 거북 꿈을 바탕으로 제작된 이경민의 운수귀부 묘비는 전통 신앙과 고장의 설화가 연계된 문화유산이다.